# 3e régiment de chasseurs à cheval (Belgique)
Pour les articles homonymes, voir 3e régiment.
 (juillet 2025).
Le 3e régiment de chasseurs à cheval (néerlandais : 3de Regiment Jagers te Paard) était un régiment de cavalerie de l'armée belge.

## Historique
En janvier 1918, le 3e régiment de lanciers est divisé en 2 groupes. Le premier groupe devient le Groupement Léger de la 1re division d'armée et le second celui de la 2e division d'armée. Le le 15 décembre 1919, ce groupe est renommé en 3e régiment de chasseurs à cheval.
Il est actif jusqu'en 1926, année où il est dissous une première fois le 10 février.
Il est reformé le 13 mars 1952 comme unité de reconnaissance jusqu'en 1960. En 1969, il est réactivé temporairement comme bataillon de léger de la province de Hainaut.
Ses traditions ont été reprises par le Ci-MEG (Civil-Military Engagement Group).